# انگلن (نیدرزاکسن)
انگلن (به آلمانی: Engeln) یک منطقهٔ مسکونی در آلمان است که در بروخهاوزن-فیلزن واقع شده‌است. انگلن ۱٬۰۷۴ نفر جمعیت دارد.